# Попово (Красноармейский район)
Попово — село в Красноармейском районе Челябинской области России. Входит в состав Бродокалмакского сельского поселения.

## География
Село находится на северо-востоке Челябинской области, в лесостепной зоне, на берегах озера Попова, на расстоянии 20 километров (по прямой) к северу от села Миасского, административного центра района. Абсолютная высота 192 метра над уровнем моря.

## Население
| 2002 | 2010 |
| ---- | ---- |
| 249  | ↘189 |

Гендерный состав
По данным Всероссийской переписи населения 2010 года в гендерной структуре населения мужчины составляли 47,6 %, женщины — 52,4 %.
Национальный состав
Согласно результатам переписи 2002 года, в национальной структуре населения русские составляли 78 %.

## Улицы
Уличная сеть села состоит из пяти улиц.